# Augusto Elia
Augusto Elia (Ancona, 4 settembre 1829 – Roma, 9 febbraio 1919) è stato un patriota, militare e politico italiano.

## Biografia

### Nascita
Nacque ad Ancona il 4 settembre 1829 da Antonio e da Maddalena Pelosi, in una famiglia dedita da molte generazioni ad attività marinaresche. Continuando la tradizione del nonno Sante e del padre Antonio fu avviato anch'egli giovanissimo alla vita di mare, al seguito del padre.
Questi, patriota risorgimentale, aderente alla Carboneria e alla Giovine Italia, fu devoto amico di Giuseppe Garibaldi, che aveva conosciuto verso il 1834 a Marsiglia. 
Il Generale era rimasto colpito dalle sue gesta contro i corsari in Adriatico, poi narrate da Garibaldi nel suo romanzo "Cantoni il Volontario", in cui inserì un capitolo dedicato alla eroica impresa di Antonio, quando questi riuscì, assieme al capitano Giovanni Battista Dal Monte, a liberare il “pielego” o “trabaccolo” "L'Aurora" sul quale egli era imbarcato in qualità di mozzo, dai pirati barbareschi che l'avevano abbordato e occupato.
Tra Antonio Elia e l'Eroe dei due mondi nacque subito un'ammirazione reciproca che creò un forte legame tra i due, accomunati dall'amore per il mare e per la libertà. Antonio restò amico di Garibaldi e suo sostenitore per tutta la vita.

### L'adesione alla Carboneria, alla Giovine Italia e alla Massoneria
Augusto, che aveva otto anni quando salì per la prima volta, come mozzo, sulla barca del padre, lo seguì nei suoi viaggi per il Mediterraneo e sugli oceani. Come lui si associò giovanissimo alla Carboneria. Racconterà Augusto nelle sue memorie: "Da giovinetto fui associato alla Carboneria, poi alla Giovine Italia, indi alla Massoneria… non vi era riunione di cospiratori… alla quale non partecipassimo…; dai patrioti che si trovavano all'estero rifugiati in Inghilterra o in Francia, eravamo spesso incaricati di portare in Italia carte compromettenti", acquistando così sui loro compagni "un forte ascendente" per le imprese coraggiose e lo sprezzo del pericolo.
Nel 1847 fu costituito ad Ancona il Circolo Popolare, di stampo politico, cui aderivano i Carbonari e i Mazziniani e al quale poco dopo parteciperanno anche gli Elia (Augusto, il padre Antonio e lo zio Fortunato, detto “Purgatorio”).

### L'impegno nella Prima guerra d'indipendenza
Padre e figlio si trovavano in Inghilterra quando nel marzo 1848 scoppiarono le cinque giornate di Milano. Alla notizia dei moti italiani e della dichiarazione di guerra all'Austria da parte di Carlo Alberto, gli Elia rientrarono in Italia per arruolarsi come volontari nelle legioni che si organizzavano un po' in tutto lo Stato Pontificio, poiché, sebbene convinti sostenitori dell'idea mazziniana, desideravano comunque partecipare agli eventi bellici che si svolsero nell'alto Adriatico e alla sperata liberazione dell'Italia dall'oppressione straniera. 
S'imbarcarono assieme sul piroscafo Roma. I primi entusiasmi però si spensero fulmineamente alla fine di aprile, quando papa Pio IX, che, con la sua adesione al progetto politico di Carlo Alberto, aveva suscitato moti d'entusiasmo tra i federalisti neoguelfi, si dissociò platealmente dalla guerra all'Austria, facendo così precipitare gli eventi.
I repubblicani anconetani, lontani dall'idea di abbandonare la causa dell'indipendenza, si unirono alle truppe piemontesi, e tentarono il tutto per tutto, con la tenue speranza di ritardare il più possibile l'arrivo degli imperiali a Roma.
Augusto, a soli diciannove anni, seguì il padre al blocco delle forze navali austriache a Trieste (giugno-agosto 1848).

### Gli Elia e Giuseppe Garibaldi
Dopo la firma il 9 agosto dell'armistizio Salasco, rimase solo Venezia nel Lombardo-Veneto ad opporre una eroica resistenza alle truppe straniere. 
Giuseppe Garibaldi si trovava in Emilia-Romagna in attesa di partire con le sue modeste truppe (90 uomini circa) per dare man forte agli assediati in laguna, quando la situazione precipitò anche a Roma. Il 15 novembre nella capitale fu assassinato Pellegrino Rossi; il suo governo fu sostituito da un Governo democratico presieduto da mons. Carlo Emanuele Muzzarelli (un prelato sensibile alle istanze liberali), nominato dal papa, ma, dopo nove giorni, il 24 novembre Pio IX decise di fuggire a Gaeta.
La sera del 9 dicembre 1848 Garibaldi arrivò in Ancona, per una breve tappa, mentre si stava dirigendo a Roma per mettersi al servizio del nuovo governo. In quell'occasione Augusto Elia con il padre Antonio e lo zio Fortunato fecero da scorta all'Eroe dei Due Mondi lungo le vie del rione del Porto, da loro ben conosciute. Garibaldi era arrivato nel tardo pomeriggio; dopo essersi ristorato all'Albergo della Pace ed essersi recato dal comandante della seconda divisione Luigi Lopez, aveva portato il suo saluto al gonfaloniere della città, conte Filippo Camerata, e si era poi recato al vicino Circolo Anconetano, dove appunto ebbe modo di ritrovare gli Elia.
Durante le poche ore di permanenza ad Ancona, Garibaldi, che era giunto in gran segreto desiderando ripartire per Roma al più presto, rischiò di essere riconosciuto, ma Antonio Elia dimostrò ancora una volta l'innegabile prontezza di riflessi di cui era dotato e, avvicinandosi all'uomo sospetto che li stava seguendo, lo esortò "con fare suggestivo" a mantenere il silenzio; questi "che ben conosceva i costumi dei suoi tempi e la risposta da darsi a certe domande", non poté far altro che obbedire e tornare sui suoi passi. È forse proprio questo piglio sicuro e l'atteggiamento impavido, d'uomo coraggioso e pronto a tutto, che suscitò nella maggior parte della popolazione anconetana una stima incondizionata per Elia, e in alcuni una violenta e meschina gelosia nei suoi confronti. 
Successivamente, nel gennaio 1849, Antonio raggiunse Garibaldi - che stava organizzando a Macerata una colonna di volontari per la difesa di Roma - per mettersi a sua disposizione. Questi, tuttavia, avendo ben considerato il carisma di Antonio nello spronare l'animo del popolo anconetano e della gente del porto, lo incoraggiò a tornare ad Ancona per dare sostegno all'impresa politica e militare della Prima guerra d'indipendenza, assegnandogli, involontariamente, quel ruolo grazie al quale Antonio sarà soprannominato il "Ciceruacchio anconetano".

### L'impegno durante l'assedio austriaco alla città
Il 25 maggio 1849 le truppe austriache del generale Franz von Wimpffen posero Ancona in stato di assedio: Ancona - unico centro che rimaneva alla Repubblica Romana sul litorale adriatico per ritardare la marcia austriaca su Roma - era considerata “piazzaforte di molta importanza strategica” non solo per il governo del triunvirato, ma anche per gli austriaci che, occupandola, avrebbero potuto intercettare aiuti e rifornimenti per Venezia, affrettando così la sua resa.
La città era una piazzaforte ben munita, ma difesa da appena quattromila soldati volontari, provenienti da varie regioni d'Italia, guidati da Livio Zambeccari. L'attacco da terra e da mare cominciò il 27 maggio. Augusto e Antonio Elia ebbero una parte di rilievo nella difesa della città.
Augusto era imbarcato come timoniere sul vapore nazionale "Roma", con il padre in qualità di nostromo, e Raffaele Castagnola comandante; essi il 5 giugno 1849 catturarono una lancia austriaca senza bandiera. Secondo il Santini: "la marina mercantile anconitana della quale era a capo Antonio Elia fece nella difesa del patrio suolo bravamente il suo dovere". 
Poi Augusto fu impegnato nella difesa della città in qualità di sottufficiale di artiglieria. Raccontò che durante l'assedio vi era "tutti i giorni un combattimento; sui forti, sui baluardi, sulle barricate, all'aperto". Il 16 giugno, ventitreesimo giorno di combattimenti, gli assediati erano ormai allo stremo. Il padre di Augusto, Antonio, contribuì notevolmente al mantenimento della disciplina fra gli assediati, sedando un'insurrezione fra i venti cannonieri della Lanterna, dove si trovava dislocato lo zio Fortunato, contro il capitano Costa. Il giorno successivo la città, esausta per i bombardamenti delle ultime quarantott'ore, fu costretta, anche contro il parere di molti, a cedere.
Così, dopo 24 giorni di assedio, due settimane di bombardamenti e vari episodi di eroismo (che fecero conquistare alla città, una volta entrata nel Regno d'Italia, la medaglia d'oro come "benemerita del Risorgimento nazionale" nel 1898), il 17 giugno Zambeccari accettò la proposta di resa avanzata dal Wimpffen, che venne firmata il 19. 
Augusto e gli altri patrioti, tra i quali il poeta Barattani, temevano per la vita del padre Antonio, personaggio scomodo, perché di grande ascendente sulle masse popolari, nonché fortemente compromesso dai suoi mai nascosti trascorsi carbonari e repubblicani, e lo invitarono e fuggire a Corfù su un bastimento anconetano battente bandiera inglese fatto approntare dal patriota Nicola Novelli, assieme ad altri che non si reputavano sicuri nel restare in Italia. Egli, sottovalutando i rischi ai quali andava incontro, rifiutò decisamente una fuga che riteneva del tutto inutile e anzi dannosa per il bene della sua famiglia, per la quale era fortemente preoccupato, anche per lo stato di avanzata gravidanza della moglie. Scrisse Augusto: Antonio "….rispondeva di avere la coscienza tranquilla, di nulla avere a temere, non volere quindi volontariamente abbandonare la patria e la famiglia, e restò".
Il 21 giugno i difensori della città consegnarono la Cittadella ed i forti e furono salutati dai vincitori con l'onore delle armi; e, finché il Wimpffen fu comandante della guarnigione di occupazione della città, non ci furono atti di persecuzione nei confronti dei patrioti.

### L'arresto e la condanna a morte del padre
Quando un mese dopo l’occupazione fu nominato un nuovo capo della guarnigione austriaca, il padre di Augusto, ritenuto un personaggio scomodo e pericoloso, venne arrestato con un pretesto.
Secondo Augusto, "era necessario dare un terribile esempio alla popolazione, applicando la legge stataria su uno dei capi del popolo". Considerato, dunque, il soggetto ideale da punire, per cancellare qualsivoglia velleità di ribellione potesse ancora albergare negli animi degli anconetani, Antonio Elia fu fatto oggetto di una denuncia anonima, forse creata ad arte, che lo diceva possessore di un'arma da taglio. 
Pertanto, nella notte del 20 luglio 1849 la sua abitazione fu circondata da gendarmi papalini e soldati austriaci e perquisita: in casa non si trovò nulla di compromettente, ma nel condotto di una latrina che serviva la sua come altre tre abitazioni fu rinvenuta un'arma di incerta provenienza e ciò bastò per farlo arrestare. Dopo un processo sommario, Antonio Elia venne condannato a morte.
Fu fucilato il 25 luglio 1849, a soli cinque giorni dall'arresto, nel carcere anconetano di Santa Palazia, mentre sua moglie Maddalena (in attesa di una bambina), che con le quattro figlie aveva appena ottenuto il permesso di visitarlo e stava entrando nel carcere, implorava le guardie di poter rivedere il marito per l'ultima volta; le fu risposto "che era troppo tardi". Il corpo di Antonio Elia fu sepolto segretamente, per evitare che il popolo e la famiglia ne facessero un martire della reazione papalina.

### L'esilio e la carriera professionale
Poco tempo dopo Augusto, essendosi messo in luce per aver salvato una giovane dalla violenza di quattro mercenari, che egli "aveva resi malconci", fu costretto a fuggire a Malta, inizio di un lungo periodo di esilio e di viaggi.
A Malta intraprese la carriera di mare, fino ad ottenere, grazie ad una speciale deroga, il diploma di Capitano di lungo corso, a soli venticinque anni, superando brillantemente l'esame. Partecipò alla guerra di Crimea del 1853 – 1856.
Diventò poi comproprietario di un bastimento, ma perse le sue sostanze in un terribile naufragio.
A Londra conobbe Mazzini, per il quale fece da tramite con il capo dei repubblicani americani, George Sanders Master Harbour.

### La partecipazione alla spedizione dei Mille e alle altre imprese garibaldine
Allo scoppio della Seconda guerra d'indipendenza, rientrò in Italia da New York, dove si trovava, e nel maggio 1859 raggiunse Garibaldi a Como. La grande ammirazione che aveva per l'Eroe dei due mondi fu subito ricambiata con affetto e stima da questo, memore anche dell'amicizia che lo aveva legato al padre. Da allora Augusto rimase sempre nella cerchia di Garibaldi, divenendo uno degli uomini a lui più vicini e devoti.
Entrato a far parte dei Cacciatori delle Alpi come ufficiale, combatté a Tre Ponti (presso Brescia), riportando anche una ferita alla testa, dalla quale peraltro si riprese rapidamente. Terminata la campagna, seguì Garibaldi a Modena e poi a Rimini, dove il generale aveva posto la sede del proprio comando. Per le buone prove fornite e le origini anconetane, Augusto si vide affidare l'incarico di far pervenire un carico di armi ai patrioti marchigiani, primo passo per un moto insurrezionale che avrebbe dovuto giustificare un intervento militare garibaldino.
A tale scopo ricevette il comando della nave mercantile "Fenice", che provvide ad armare ed equipaggiare. Riuscì a portare a compimento la missione, anche se poi le preoccupazioni per le conseguenze che un'invasione dello Stato pontificio avrebbe comportato sul piano internazionale prevalsero ed il progetto iniziale fu accantonato.
Quindi accompagnò Garibaldi a Caprera, trattenendosi presso di lui per qualche mese.
Nel corso della spedizione dei Mille del 1860 le sue doti di capitano di marina furono sfruttate nel corso della traversata da Quarto a Marsala: fu vice-comandante della nave Lombardo, agli ordini di Nino Bixio.
Il 15 maggio a Calatafimi, Augusto Elia mise in salvo Menotti, il figlio di Garibaldi; poi, vedendo che un cacciatore borbonico prendeva di mira Garibaldi, con un eroico gesto salvò la vita al generale, frapponendo il suo corpo ad una pallottola a lui destinata.
Rimasto gravemente ferito al volto e alla bocca, fu immediatamente soccorso dallo stesso Garibaldi, che lo rovesciò faccia a terra per evitare che il sangue lo soffocasse e che gli disse: 
 attestandogli in seguito pubblicamente e ripetutamente la propria riconoscenza. In conseguenza della ferita riportata, Augusto trascorse molti mesi tra la vita e la morte e dovette sottoporsi a difficili e dolorose cure a Bologna presso Francesco Rizzoli, restando quasi tre anni senza poter parlare.
Tra un'avventura e l'altra, durante la lunga convalescenza seguita all'episodio di Calatafimi, riuscì anche a sposarsi, con Amalia Balani, dalla quale ebbe due figli, di cui una bambina chiamata Anita (in ricordo di Anita Garibaldi) che in seguito sposerà Mario Rinaldini, discendente da un antico casato anconetano.
Nel 1863 Augusto poteva considerarsi guarito, anche se non ancora del tutto ristabilito; tornò quindi con impeto al fianco di Garibaldi in altre pericolose spedizioni. Nel 1864 venne contattato da Bixio per una spedizione di liberazione dei popoli oppressi nei Balcani, che però non ebbe luogo.
Tornò a combattere nella Terza guerra d'indipendenza nel 1866, assumendo il comando di una flottiglia sul Garda: la sua condotta in quella circostanza gli valse la promozione a colonnello.
Nel 1867 partecipò alla campagna garibaldina dell'Agro romano, al comando della 6ª colonna; partecipò anche alla battaglia di Mentana nel tentativo di strappare Roma al governo papalino e fece poi la ritirata insieme a Garibaldi.
Nel 1868 ricevette una lettera da Garibaldi, in cui si legge:
(Vostro G. Garibaldi)

### La carriera politica

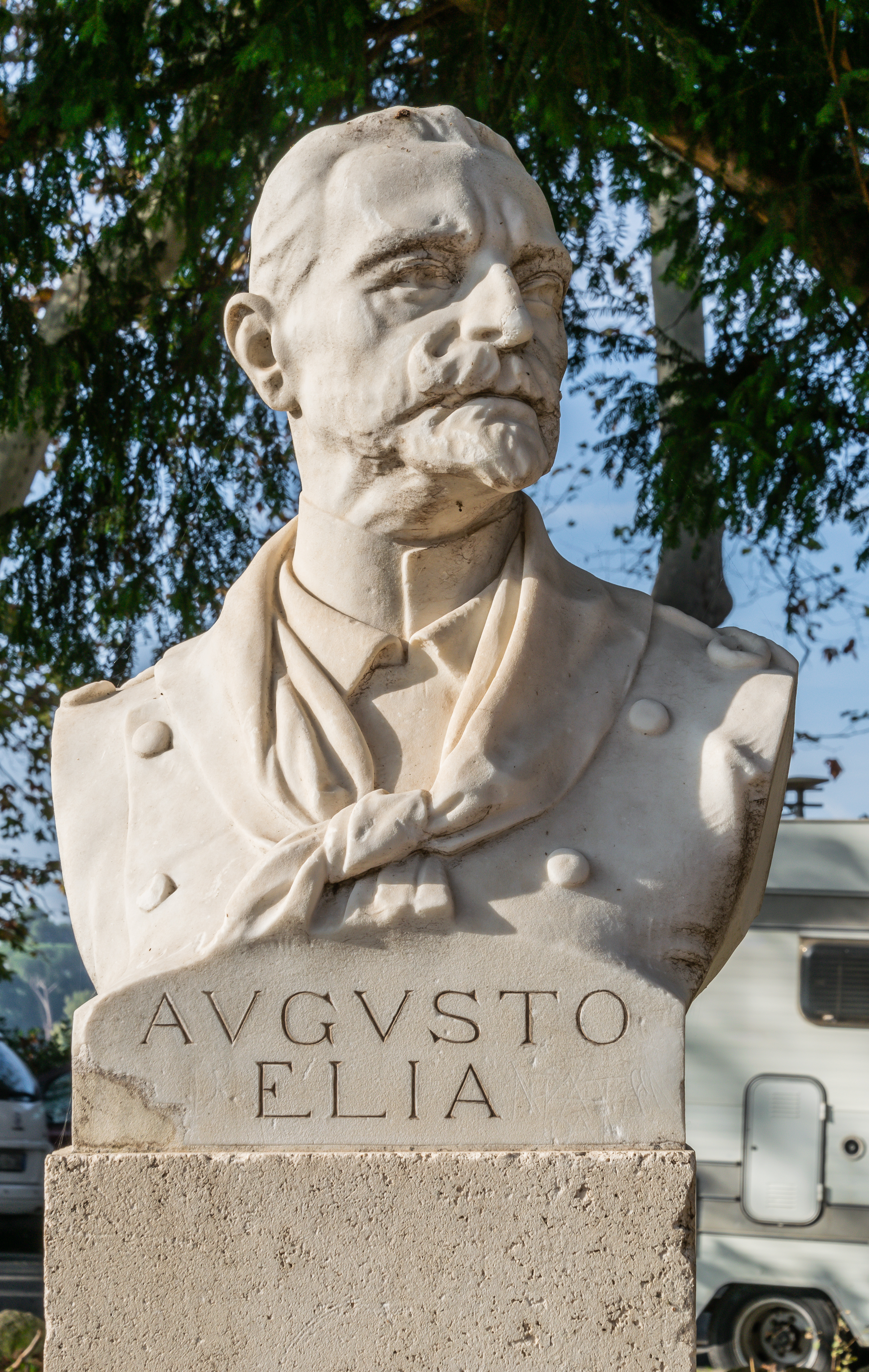
Busto di Augusto Elia al Gianicolo, dove sono ricordati con sculture 84 garibaldini, tra quelli che parteciparono all'Impresa dei Mille a quelli che difesero Roma dalle truppe francesi nel 1849.

Colonnello a riposo, tornato ad Ancona fu uno dei principali esponenti del partito d'azione nelle Marche; nel marzo 1869 intervenne, con la sua autorità e con prontezza di spirito, a sedare una sollevazione contro l'amministrazione municipale per l'abrogazione della tariffa daziaria.
Egli veniva avvicinandosi alla Sinistra costituzionale, finché alle elezioni del 1876 per la Camera dei deputati del Regno d'Italia si presentò con un programma che accettava le istituzioni monarchiche; i repubblicani intransigenti, attestati su posizioni di astensionismo pregiudiziale, lo osteggiarono, ma venne eletto ugualmente deputato. In Parlamento si schierò con Agostino Depretis, e poi col suo successore Francesco Crispi, anch'egli ex-garibaldino. Fu poi sempre rieletto fino alla XIX legislatura, restando parlamentare fino al 1897.
L'indole avventurosa di Augusto si indirizzò all'imprenditoria economica: costituì una società per lo sfruttamento delle risorse agricole ed ittiche delle isole Tremiti, che aveva visitato nel 1880 in occasione di un'ispezione per conto del Ministero degli Interni sulle condizioni dei domiciliati coatti. I suoi progetti, che comportavano notevoli investimenti - per i quali ricorse, tramite Depretis, al banchiere Bernardo Tanlongo, governatore della Banca Romana -, avviarono una radicale trasformazione dell'economia delle isole, assai arretrata fino a quel momento. Nella realizzazione di tali iniziative, tuttavia, si pose in violento contrasto con una parte della popolazione locale, e più tardi anche con il Demanio. Costretto alla difensiva, decise di abbandonare l'impresa, ma non riuscì ad impedire che la vicenda passasse sul piano giudiziario, dove si trascinò per diversi anni. Dovette accettare infine una sfavorevole transazione.
Come deputato, fu soprattutto attivo sostenitore di una politica di aiuti all'industria cantieristica e di rinnovamento e sviluppo della marineria sia mercantile sia militare, nonché difensore degli interessi della sua Ancona.
In proposito, sono da ricordare gli sforzi per ottenere stanziamenti per lavori destinati a sviluppare il porto cittadino, a scopi sia militari sia civili. Sull'argomento scrisse anche un volume (Ancona porto militare, Roma 1880).
Massone, a partire dal 1872 fu membro della Loggia "Giuseppe Garibaldi" di Ancona e nel 1896 fu consigliere delegato del Supremo Consiglio presso il Grande Oriente d'Italia.
Tra il 1870 e il 1897 rivestì anche numerose cariche in seno alle amministrazioni locali. Fu tra l'altro Consigliere Comunale di Ancona e più volte membro della giunta; fece anche parte del Consiglio Provinciale, del quale fu per dieci anni Vicepresidente. Inoltre, fu lungamente Presidente della locale Camera di Commercio, nonché di varie associazioni minori.
Solo nel 1875 fu rivelato ad Augusto il luogo della sepoltura del padre Antonio. Così poté recuperarne le spoglie, che ora riposano nel cimitero delle Tavernelle, sotto un piccolo monumento dedicato all'eroe dalla cittadinanza anconetana.
Nel 1903 ebbe il ruolo di alfiere al funerale di Menotti Garibaldi, portando con sé il berretto, la sciabola e la camicia rossa del figlio di Garibaldi, seguito da otto garibaldini che trasportavano la bara, la quale fu collocata su un affusto di cannone trainato da sette cavalli.
Negli anni '90 le sue fortune politiche declinarono ed egli fu coinvolto nello scandalo della Banca Romana per i suoi rapporti con il Tanlongo.
La commissione parlamentare d'inchiesta detta dei Sette ritenne "che l'on. Elia avrebbe dovuto astenersi dallo scrivere al Tanlongo" lettere contenenti informazioni sulle vicende parlamentari riguardanti la legge sugli istituti di emissione, confermò però d'altra parte la piena regolarità dei rapporti finanziari intercorsi fra Augusto Elia ed il Tanlongo, peraltro già riconosciuta dal Tribunale di Roma.
La caduta di Crispi e l'avanzare degli anni indussero nel 1897 Augusto Elia a ritirarsi a vita privata. Da allora l'ormai anziano colonnello si dedicò alla stesura delle proprie memorie, incentrate sul suo passato garibaldino: Note autobiografiche e storiche di un garibaldino, Bologna 1898; Ricordi di un garibaldino dal 1847-48 al 1900, Roma 1904.
Sempre circondato dal pubblico rispetto, fu insignito di numerose onorificenze.
I suoi trascorsi garibaldini furono solennemente celebrati dalle autorità di Ancona nel 1912 alla presenza dello stesso Augusto (che nel frattempo si era trasferito a Roma) ed ebbero grande rilievo nelle cronache dell'epoca. Nella circostanza Augusto Elia - apparso ancora in buona salute - tenne un breve discorso nel quale, tra l'altro, espresse la propria approvazione della guerra per la Libia. Dal vecchio patriottismo, in questo periodo inclinava sempre più verso il nuovo nazionalismo, come si vede dalla lettera aperta di adesione da lui fatta pervenire a D'Annunzio in occasione della manifestazione di Quarto, alla quale era stato invitato e alla quale non poté recarsi di persona perché ormai troppo anziano.
Fu Antonio Salandra a richiamarlo alla vita politica, nominandolo sottosegretario alla guerra in due suoi governi, dall'ottobre 1914 al luglio 1915, quando fu sostituito dal generale Alfredo Dallolio.
Si spense a Roma il 9 febbraio 1919.
Sul Gianicolo fu eretto nel 1941 un busto marmoreo in suo onore, opera del concittadino Filandro Castellani.

## Opere
- Augusto Elia, Ancona porto militare, Roma, 1880.
- Augusto Elia, Note autobiografiche e storiche di un garibaldino, Bologna, 1898.
- Augusto Elia, Ricordi di un garibaldino dal 1847-48 al 1900, Roma, 1904.